# Limán (geografía)

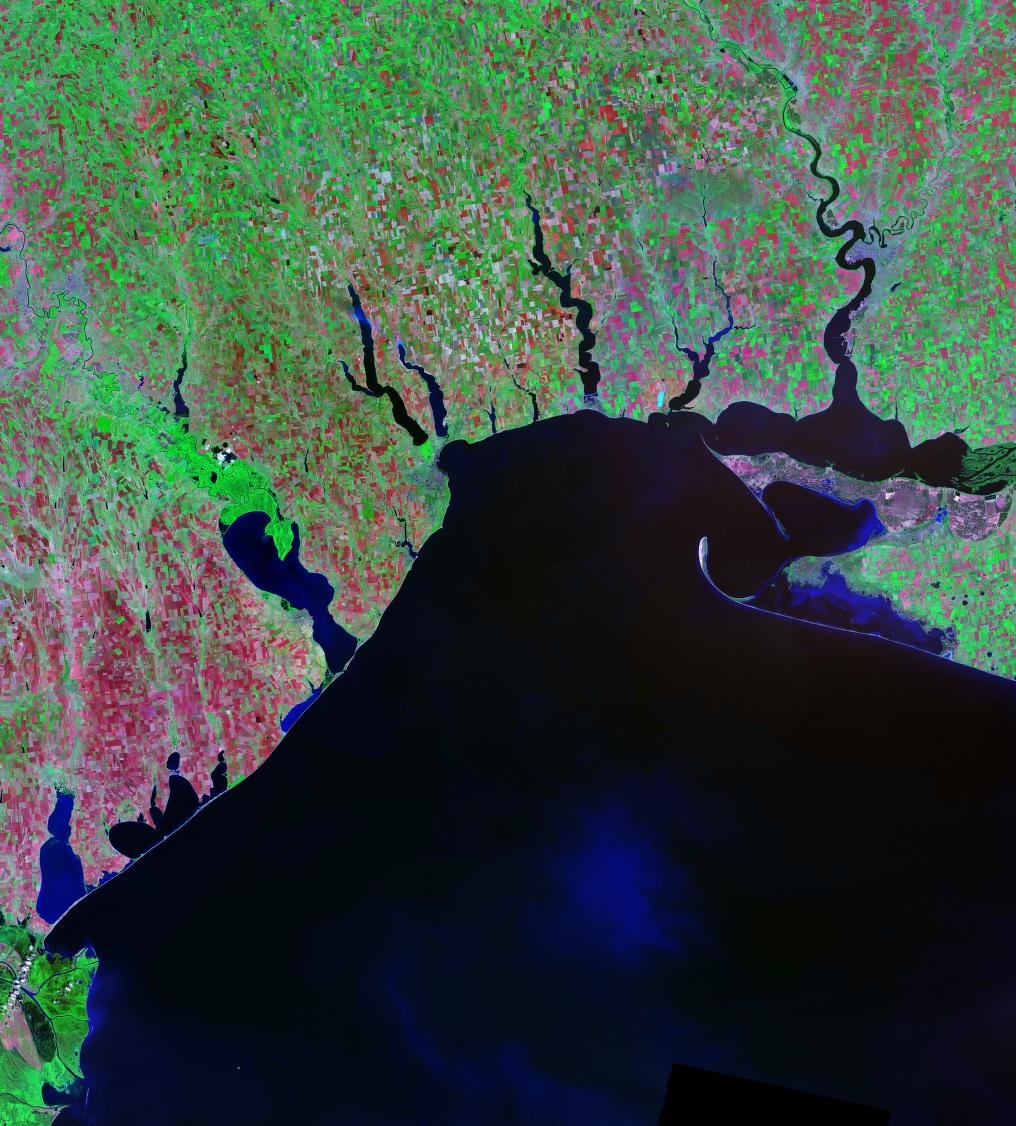
La costa noroeste del Mar Negro y sus limanes.

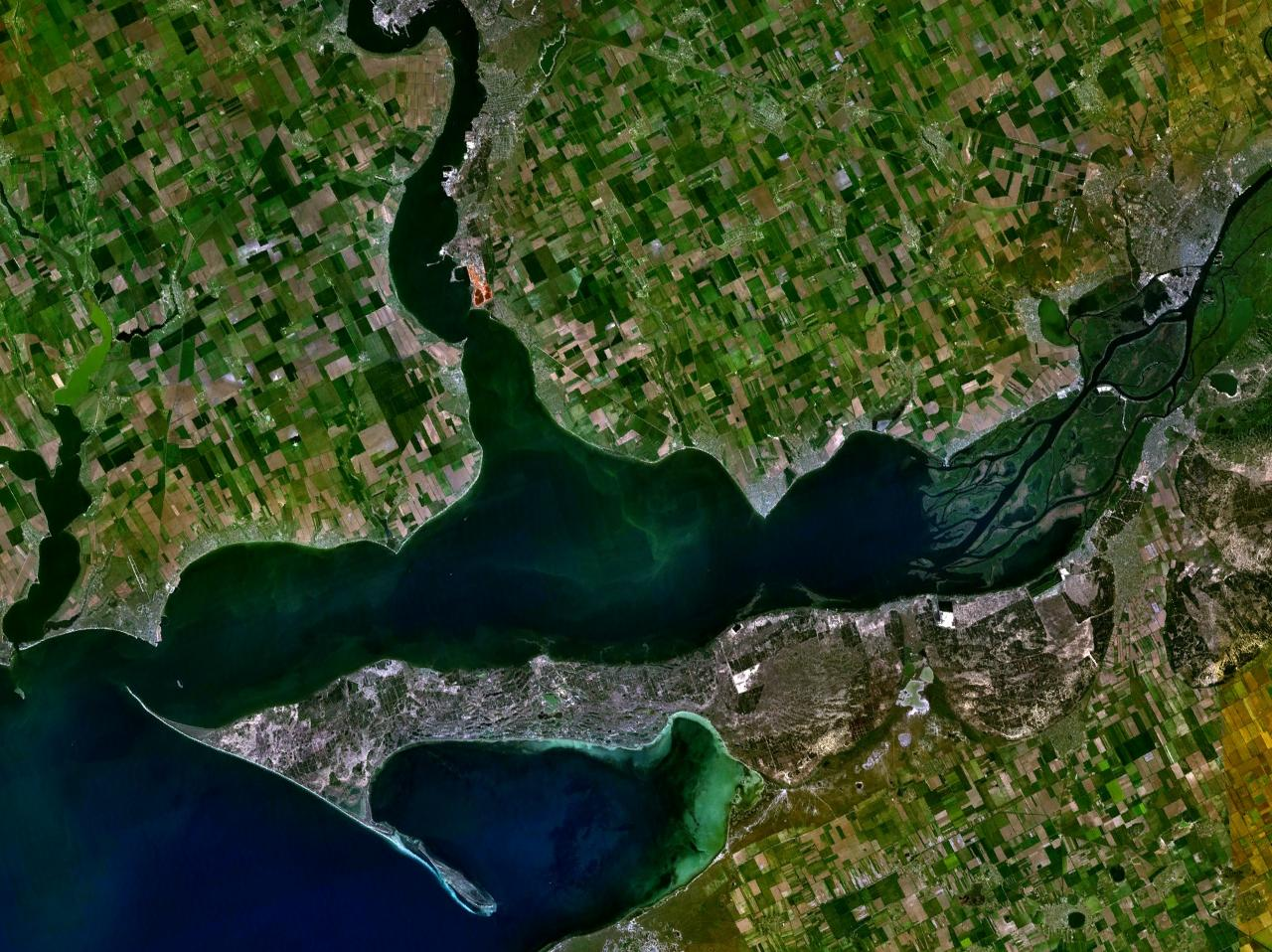
Liman que forman los estuarios de los ríos Dnieper y el Bug Meridional.

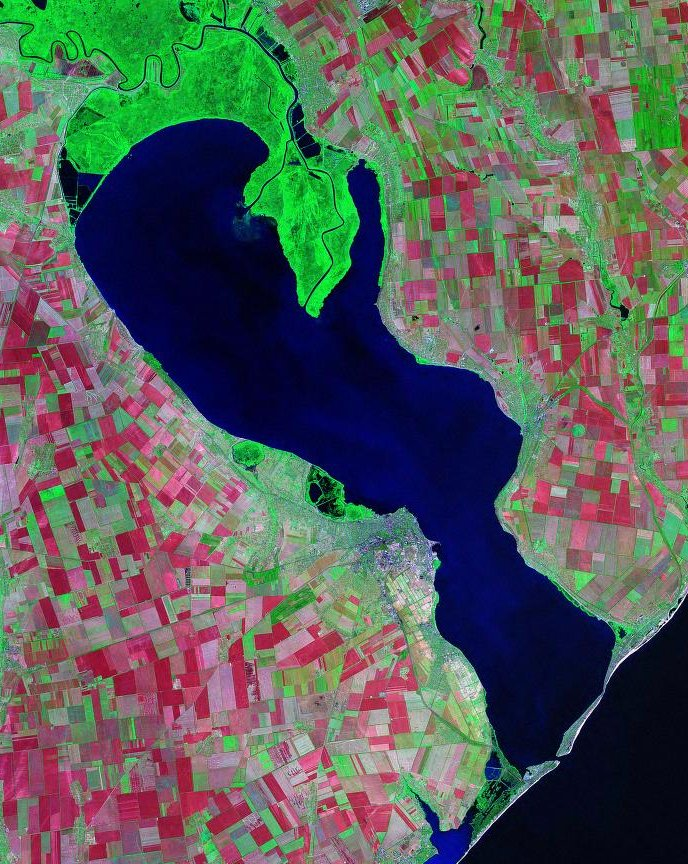
Detalle del limán del Dniéster, a la vez laguna, delta y estuario. Fue la boca de una antigua ruta comercial entre el Báltico y el mar Negro y el sitio de un puerto (hoy Bilhorod-Dnistrovskyi) sucesivamente griego, romano, bizantino, genovés, moldavo, turco y después ruso.

Un limán  (del griego medieval, λιμάνι, limani, «abrigo costero», él mismo del griego antiguo, λειμών, leimon, «medio húmedo») es una laguna propia del curso bajo del río Danubio y de las costas oeste y norte del mar Negro, en Bulgaria, Rumania y Ucrania, que presenta características hidrológicas específicas de la zona y en el que eventualmente pueden desaguar ríos.
Las costas del sur y el este del mar Negro, escarpadas, no presentan «limanes», salvo el lago Paleastomi (Lake Paliastomi) del parque nacional Kolkheti en Georgia. Son un accidente particular, con características comunes con los lagos, lagunas, bahías y estuarios, que se forma en la desembocadura de un río en un mar muy arenoso cuyas orillas son sensiblemente rectilíneas, lo que provoca que el flujo quede bloqueado por un cordón litoral o una barra de sedimentos. Así, la deriva litoral transporta constantemente arena que se va acumulando en la boca del estuario, que puede formar una o varias lagunas en comunicación con el mar. Los limanes pueden ser marinos, cuando la barra es creada por acción de la corriente marina, o fluviales, cuando es creada por el flujo de un río mayor en una confluencia.
Ejemplos de limanes son el lago de Varna, en Bulgaria, el lago Razelm, en Rumania, y el limán del Dniéster, en Ucrania. También los geógrafos rusos han utilizado el término en otros lugares, como por ejemplo en el extremo nororiental de Siberia, el limán del Anádyr, en el Okrug Autónomo de Chukotka y el limán del Amur.

## Etimología
Etimológicamente, el término ha llegado a través del ruso лиман (limán), que a su vez proviene del griego medieval λιμένας, que significa bahía o puerto. La palabra fue difundida por los turcos cuando ocuparon la costa oeste y norte del mar Negro, dándole el significado de puerto, abrigo o refugio. En búlgaro, rumano, ucraniano y ruso la palabra designa el estuario particular del limán del Dniéster.

## Especificidades de los limanes
Estas lagunas de agua salobre, separadas del mar por cordones litorales arenosos, sirvieron como zonas de desove para los peces y de áreas de anidación de las aves. Las especies presentes en los limanes soportan importantes variaciones de salinidad y turbidez: la primera, conoce picos veraniegos debidos a la evaporación; la segunda, picos causados por el deshielo de la primavera. Los limanes eran, antes de la contaminación por la agroindustria, una importante fuente de pescado para la población y en ellos había pesquerías tradicionales explotadas por los lipovanos (rusófonos viejos creyentes refugiados en torno a cada limán) que conservaban los pescados (principalmente salmonetes y esturión) en los refrigeradores de cañas y madera, alimentados, en invierno, por la superficie de hielo de los limanes.
Al abrigo de los ataques llegados desde tierra firme por gruesas cañas barro, abiertos al mar por pasos (Στόματα/stomata, guri, boukhty) y por lo general navegables para embarcaciones de poco calado, muchos de los limanes han servido, en el curso de los tiempos históricos, de escalas y factorías de los colonos griegos antiguos, y, en la Edad Media, a los comerciantes y marinos bizantinos, varegos y genoveses, en sus intercambios con la sucesión de escitas, dacios, sármatas, búlgaros, rumanos, rusos, cumanos o tártaros. Aunque suelen ser lugares estratégicos, los limanes en sí mismos no eran propicios para las batallas (salvo algunas escaramuzas marítimas) siempre han sido centros de acogida para las comunidades vecinas y lugares de intercambios comerciales y culturales. Por los limanes transitaban desde el sur hacia el norte, cerámicas, oro, seda, perlas y miel; y de norte a sur, pieles, ámbar y madera.

## Toponimia
Los limanes tenían, en origen, nombres generalmente  griegos, valacos o tártaros. Los principales (del suroeste al noreste) eran los siguientes:
- en Bulgaria: Mandra, Boğaz, Αθανασίου/Athanasiou, Ανχιάλου/Anchialou, Galata, Bălțata, Șabla, Durankulak;
- en Rumania: Mangalia, Dulceni, Tekir-Göl, Süt-Göl, Taș-Aul, Sinaï, Zmeïka, Golovița, Razelm/Razim/Rasim;
- en Ucrania: Kahul, Yalpuh, Çugurlu, Katlapuh, Κελλια/Kilia, Drăculia, Kunduk-Sasık, Șagani, Ali-Bey, Tuzla, Codăești, Șabolat, Dniestr, Fântâna, Hacibey, Kuyalnıç, Tılihul, Kuçurğan, Yagırlık, Donuzlav, Kalmıç, Sasık, Kızıl, Kaçık, Uzunlar y Tobeçık.

Además, el mar de Azov tiene sus propios limanes. Posteriormente, una parte de estos nombres han sido "nacionalizados" en el idioma de cada país ribereño.